# Zagrebačka škola ekonomije i managementa
Zagrebačka škola ekonomije i managementa (skr. ZŠEM), privatna je poslovna škola smještena u Zagrebu. Započela je s radom u rujnu 2002. godine, a 2013. je akreditacijom AACSB-a postala međunarodno akreditirana poslovna škola. Na Školi se izvode se tri preddiplomska studija: studij ekonomije i managementa (na hrvatskom i engleskom jeziku), studij poslovnog prava i ekonomije (na hrvatskom jeziku) te studij poslovne matematike i ekonomije (na engleskom jeziku), i jedan diplomski studij (MBA program).
ZŠEM ima ugovore s više od 150 partnerskih sveučilišta u 60 država.[nedostaje izvor]

## Akreditacije i priznanja
ZŠEM je prva institucija u Hrvatskoj koja je 2013. postala AACSB-om akreditiranom školom u Hrvatskoj, a 2019. godine uspješno je prošla i postupak reakreditacije.[nedostaje izvor]
Prema izvješćima Stručnog povjerenstva Agencije za znanost i visoko obrazovanje ZŠEM je 2019. bila najbolje je ocijenjena institucija među privatnim i javnim visokim školama te fakultetima u području ekonomije.
Prema britanskoj savjetodavnoj instituciji za visoko školstvo Quacquarelli Symonds (QS), ZŠEM je prva hrvatska visokoškolska ustanova koja je uvrštena 200 najboljih tzv. programa MBA (Master of Business Administration) u svijetu.[nedostaje izvor]

## Povijest
Zagrebačka škola ekonomije i managementa započela je s radom u rujnu 2002. godine, upisom prve generacije studenata. Među osnivačima ističe se Joseph Bombelles, professor emeritusa ekonomije sa Sveučilišta John Carroll u američkom Clevelandu, koji je bio prvi i doživotni predsjednik Upravnog vijeća ZŠEM-a.
Među poznatijim predavačima su 2021. godine Zlatko Mateša, Martina Dalić, Ljerka Mintas-Hodak te Đuro Njavro.
2021. godine Zagrebačka škola ekonomije i managementa osnovala je Programski savjet u kojemu je okupila 18 uspješnih  managera i poduzetnika iz različitih sektora.

## Vanjske poveznice
- Službene mrežne stranice